# 石勒苏益格-荷尔斯泰因号战列舰
石勒苏益格-荷尔斯泰因号战列舰是德意志帝国海军于1904年至1906年间建造的五艘德国级前无畏战列舰的末舰，以普鲁士时期的省份石勒苏益格-荷尔斯泰因命名。它于1905年8月18日在基尔的日耳曼尼亚船厂开始龙骨架设，1906年12月17日下水，至1908年7月6日交付海军使用。舰只装备有四门280毫米主炮，最高航速为18節（33每小時）。其所在的舰级在入役之初便已沦为过时，无论在尺寸、装甲、火力和速度上都不如英国革命性的“全装重型火炮”战列舰无畏号。
石勒苏益格-荷尔斯泰因号参加了两次世界大战。在一战期间，它曾作为公海舰队第二战列分舰队的一份子投入前线服役，高光时刻便是1916年5月31日至6月1日爆发的日德兰海战。石勒苏益格-荷尔斯泰因号在海战过程中有所行动，并被一枚大口径炮弹击中。日德兰之后，帝国海军将该舰下放至易北河口担当警戒值勤，直至1917年底退役。作为《凡尔赛条约》允许德国保留的少数战列舰之一，石勒苏益格-荷尔斯泰因号于1920年代再次被迫投入舰队服役。1935年，这艘旧战列舰被改装为供海军学员使用的训练舰。
1939年9月1日凌晨，石勒苏益格-荷尔斯泰因号向位于但泽西盘半岛的波兰基地发动袭击，打响了第二次世界大战的第一炮。该舰在战争的大部分时间里都被用作训练舰，直至1944年12月在哥滕哈芬遭英国轰炸机击沉。石勒苏益格-荷尔斯泰因号随后被打捞上岸，供苏联海军作靶舰使用。自1990年起，该舰的舰钟在德累斯顿的联邦国防军军事史博物馆内展出。

## 设计

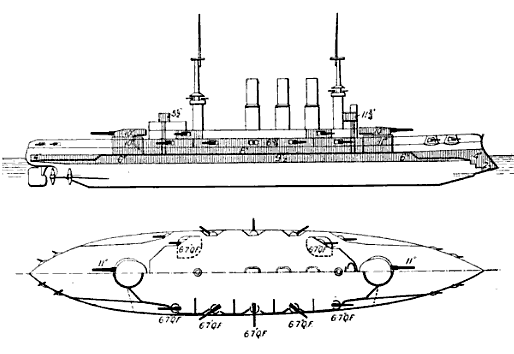
德国级舰只线条画

1900年，时任国家海军办公室国务秘书的海军中将阿尔弗雷德·冯·提尔皮茨促成第二部《德国舰队法》的通过，为接下来十七年新建20艘战列舰提供了资金保障。第一批是五艘不伦瑞克级战列舰，于20世纪初开始建造；此后不久，设计工作进行了后续改进，成为德国级。德国级舰只与不伦瑞克级大体相似，惟装甲防护有所改进。它们还弃用了用于支承副炮的翼炮塔，并将副炮安置在传统的炮廓内，以节省重量。然而，随着装备了十门12英寸（300）主炮的英国战列舰无畏号于1906年12月入役，其革命性设计使得当时德意志帝国海军的所有主力舰都沦为二流，其中便包括石勒苏益格-荷尔斯泰因号。
石勒苏益格-荷尔斯泰因号的全长为127.6米，有22.2米的舷宽和8.21的吃水深度。其标准排水量为13200吨，满载排水量可达14218吨。舰只配备了三台三胀式蒸汽机和十二台燃煤水管锅炉，额定功率为12,503千瓦特（16,767匹指示馬力），最高速度为19.1節（35.4每小時）。石勒苏益格-荷尔斯泰因号不仅是同级中航速最快的，也是最省燃料的成员之一。在10節（19每小時）的巡航速度下，它可以航行最多5,720海里（10,590）。其标准船员编制为35名军官及708名水兵。
舰只的主舰炮为安装在两座双联装炮塔内的四门280毫米40倍径速射炮。副炮则由十四门独立安装在舰舯炮廓内的170毫米40倍径速射炮组成。另有单架安装的二十二门88毫米35倍径速射炮主要用作防御鱼雷艇。此外，该舰还配备了六具450毫米鱼雷发射管，其中艏、艉两端各一具，两边舷侧各两具，均置于船体的水下部分。石勒苏益格-荷尔斯泰因号受到克虏伯生产的渗碳装甲保护。其装甲带在舰舯堡垒的厚度为240毫米，用于保护其弹药舱及轮机舱，而船体两端则覆以较薄的板材。它的的主甲板装甲厚度为40毫米，主炮炮塔的装甲则有280厚。

## 服役历史
石勒苏益格-荷尔斯泰因号是作为新增编入舰队的成员由德意志帝国海军以合同代号“Q”进行订购。它于1905年8月18日在基尔弗里德里希·克虏伯日耳曼尼亚船厂动工，至1906年12月17日下水，成为德国海军的最后一艘前无畏舰。在下水仪式上，由来自石勒苏益格-荷尔斯泰因的德国皇后奥古斯塔·维多利亚主持为舰只洗礼命名，其夫君德皇威廉二世也出席仪式；而身为石勒苏益格-荷尔斯泰因公爵的恩斯特·京特则发表了下水演说。
完成舾装后，石勒苏益格-荷尔斯泰因号于1908年7月6日入役以投入海试。其船员大多来自姊妹舰西里西亚号。9月21日，该舰被编入其姊妹舰所在的公海舰队第二战列分舰队。11月，舰队与分舰队操练在波罗的海举行。在接下来的五年里，石勒苏益格-荷尔斯泰因号所参与的训练方案皆遵循类似的模式：春季进行舰队演习，随后在夏季巡航前往挪威，并在秋季进行额外的舰队训练。这包括1909年7月7日至8月1日的另一次驶入大西洋的巡航。
自1910年9月起，海军上校弗里德里希·伯迪克开始指挥石勒苏益格-荷尔斯泰因号，并在接下来的三年内担任此职。1911年10月3日，该舰重返第二分舰队。1912年中期，由于阿加迪尔危机，这年的夏季巡航仅限于波罗的海，以避免在与英国和法国的紧张局势加剧期间暴露舰队。1913年，该舰还以优异的演习射击成绩赢得了“德皇炮术奖（Kaiser's Schießpreis）”。1914年7月14日，前往挪威的年度夏季巡航启动。但七月危机期间的战争威胁使得行程缩短，石勒苏益格-荷尔斯泰因号及第二分舰队余部在不到两周内便返回了威廉港，为战争做准备。

### 第一次世界大战
1914年7月战争爆发时，石勒苏益格-荷尔斯泰因号被派往易北河口担当警戒值勤，而舰队余部也都被动员起来。10月下旬，它及其姊妹舰们被送到基尔，以对水下防护系统进行升级，使它们更能抵御鱼雷和水雷攻击，之后第二分舰队重新加入了舰队。1914年12月15至16日，该分舰队负责掩护海军少将弗朗茨·冯·希佩尔麾下的第一侦察集群大巡洋舰突袭斯卡布罗、哈特尔浦及惠特比。在这次行动中，由十二艘无畏舰和八艘前无畏舰组成的德国战列舰编队一度驶至距离英国一个孤立分舰队的六艘战列舰约10海里（19）的范围内。然而，与对方其它驱逐舰之间在黑暗中的零星冲突使得公海舰队时任总司令、海军上将腓特烈·馮·英格諾爾误判自己面对的是整个大舰队主力。根据德皇威廉二世的命令，为避免不必要的冒险，英格诺尔中断了交战并调转战列舰返回德国。1916年4月，石勒苏益格-荷尔斯泰因号拆除了其中两门88厘毫米速射炮，改为装备88毫米高射炮。
石勒苏益格-荷尔斯泰因号还参加了1915年4月21日至22日前往多格滩的舰队推进。9月11日至12日，第二侦察集群又在第二分舰队的支援下前往斯瓦特滩展开了一次布雷行动。随后，舰队于10月23日至24日再度进行扫荡，但都无功而返。1916年3月5日至7日，第二和第三战列分舰队的无畏舰开进北海；石勒苏益格-荷尔斯泰因号和第二分舰队余部则留在德意志湾，随时准备出发支援。4月24日至25日，它们在炮击雅茅斯及洛斯托夫特的行动中重新加入舰队。在前预定目标的途中，大巡洋舰塞德利茨号因不慎触雷而被迫提前返航，其余舰只则继续执行任务。由于能见度不佳，大巡洋舰仅对雅茅斯和洛斯托夫特的港口进行了短暂的炮击。行动亦很快被叫停，并在英国舰队尚未及拦截前离开。

#### 日德兰海战

英国（蓝）及德国（红）舰队于日德兰海战的主要调遣图

海军上将赖因哈德·舍尔作为公海舰队的新任总司令，计划立即发动进入北海的另一轮袭击，但塞德利茨号的损坏和第三分舰队几艘无畏舰的冷凝器故障导致计划被迫推迟至1916年5月底。石勒苏益格-荷尔斯泰因号此时是海军少将弗朗茨·毛弗麾下第二分舰队第四支队的最后一艘舰，位居德国战列线的末端。在“向北疾行”期间，舍尔下令舰队全速追击正在撤退的英国第5战列分舰队。石勒苏益格-荷尔斯泰因号及其姊妹舰的速度明显不如更快的无畏舰，并迅速落后。与此同时，舍尔指示汉诺威号置于德国战列线的末端，这样他便可在阵型的两端都有一艘旗舰。至19:30，大舰队已经抵达现场，面对舍尔具有明显的数量优势。公海舰队的机动性受到航速较慢的德国级舰只的影响而严重受阻；如果舍尔下令立即转向往德国，他将不得不牺牲速度较慢的舰只才能顺利逃脱。
舍尔决定用“掉头交战”来逆转舰队的航向，这一机动要求德军战列线上的每一艘舰同时转向180度。由于落在后方，第二战列分舰队无法在转向后遵循新的航向，并脱离了德国战列线。毛弗曾考虑将他的舰只移动至战列线尾端，跟随在第三战列分舰队的无畏舰之后；但当他意识到此举将会对希佩尔将军麾下的大巡洋舰机动造成干扰后，他决定放弃这一举动。作为替代，毛弗试图将其舰只置于战列线的最前端。然而，当第二分舰队抵达战列线的领头阵位时，舍尔又下达了另一次“掉头交战”令，使它们置于公海舰队的后方。至21:00，舍尔已要求舰队完成第三次转向，但由于石勒苏益格-荷尔斯泰因号及其分舰队僚舰的速度缓慢，它们脱离了阵位，落到舰队非交战的一侧。
在战斗首日晚些时候，希佩尔麾下已严重受损的大巡洋舰遭到了其英国同行的追击。石勒苏益格-荷尔斯泰因号和其它所谓的“五分钟舰”遂通过在对方战列巡洋分舰队之间穿行来提供支援。这些舰只的交战时间很短，很大程度上是受制于能见度低。由于能见度太差，石勒苏益格-荷尔斯泰因号上的炮手根本无法辨认目标，也没有利用主炮开火。至21:35，一枚大口径炮弹击中了该舰的左舷，它在舰体上撕开一个直径约40厘米宽的孔洞，进而穿透至内部的炮廓装甲后爆炸。共造成3人阵亡，9人负伤。毛弗认为继续与更强大的战列巡洋舰交战是不明智的，遂下令向南转舵8点离开，英国人没有进一步跟随。
31日深夜，公海舰队重编为夜间巡航队形返回德国。石勒苏益格-荷尔斯泰因号位居战列线的后方，但领先于黑森号、汉诺威号以及大巡洋舰冯·德·坦恩号和德夫林格号。03:00左右，英国驱逐舰群曾向舰队发动了一系列攻击，其中部分是针对石勒苏益格-荷尔斯泰因号。不久之后，波美拉尼亚号被英国驱逐舰冲击号发射的至少一枚鱼雷击中；撞击引燃了弹药舱，并伴随着一次巨大的爆炸被摧毁。在此过程中，石勒苏益格-荷尔斯泰因号被迫掉头以规避驱逐舰的鱼雷。在05:00过后不久，汉诺威号及其它几艘舰又反复错误地向它们认为是英国潜艇的目标开火。
尽管夜间战斗激烈，公海舰队还是成功突破了英国的驱逐舰群，并于6月1日04:00抵达犄角礁。数小时后，舰队进一步抵达威廉港，并由未受损的拿骚级和黑尔戈兰级无畏舰在锚区外围组成防御阵位。在整场战斗过程中，石勒苏益格-荷尔斯泰因号仅发射了二十枚170毫米炮。

#### 后续行动
1916年6月25日，石勒苏益格-荷尔斯泰因号被送入船坞进行维修。德意志帝国海军随后决定撤掉余下的四艘德国级舰只，因为它们已然过时且容易遭受水下攻击——波美拉尼亚号的的损失已经证明了这一点。此后，该舰被充当德国U艇的标靶，除了在1917年2月12日至23日期间曾临时担任警戒舰。1917年4月，石勒苏益格-荷尔斯泰因号被发往易北河口的阿尔滕布鲁赫，并于5月2日在当地退役。随后，该舰遭解除武装，编入第五潜艇区舰队，成为驻不来梅哈芬的一艘宿营船。它于1918年被转移至基尔，在那里一直驻泊至战争结束。

### 战间期

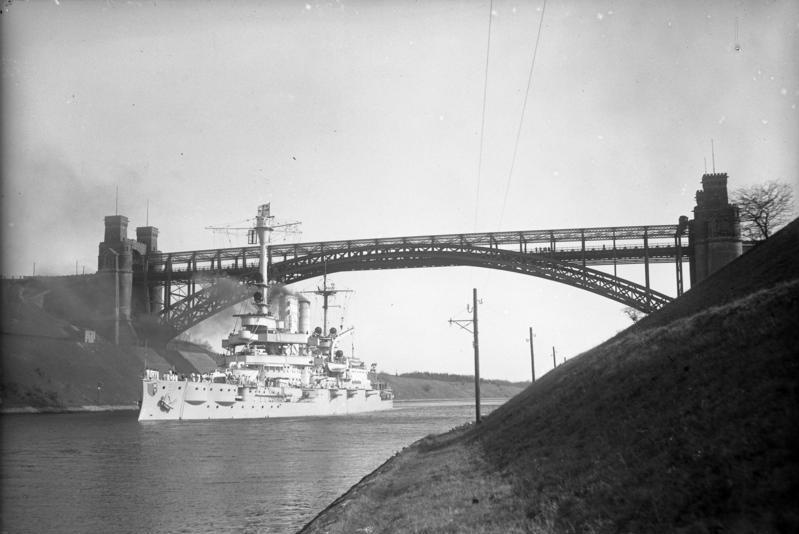
石勒苏益格-荷尔斯泰因号穿行威廉皇帝运河（1932年）

在第一次世界大战中战败后，德国与协约国签订了《凡尔赛条约》，德意志帝国海军改组为国家海军。根据条款第181项，新海军获准保留八艘前无畏舰，其中两艘将作为岸防储备。这意味着三艘德国级战列舰石勒苏益格-荷尔斯泰因号、汉诺威号和西里西亚号，连同五艘不伦瑞克级战列舰将要继续服役。1926年1月31日，石勒苏益格-荷尔斯泰因号经过全面改造后，以舰队新旗舰的身份重新入役；它配备了新的火控系统，并为将官随员扩建了艉部的舰艛。原170毫米副炮被替换为150毫米口径，四具500毫米鱼雷发射管则廓装在前、后两端的主甲板内，取代了原水下发射管。
1926年5月14日至6月17日，石勒苏益格-荷尔斯泰因号及其姊妹舰汉诺威号进行了一次深入大西洋的训练巡航；在巡航期间，它曾于5月22日至30日到访地中海的马略卡岛。6月1日至7日，该舰与阿尔萨斯号在巴塞罗那驻泊，然后于6月12日至14日进一步至维戈停留，并与黑森号、阿尔萨斯号和汉诺威号会合。在那里，时任舰队司令、海军中将康拉德·莫姆森拜会了西班牙国王阿方索十三世。石勒苏益格-荷尔斯泰因号还于1927年3月30日至6月14日期间进行过另一次驶入大西洋的训练巡航。它访问了一系列伊比利亚港口，其中包括葡萄牙的里斯本，莫姆森将军在那里受到了葡萄牙总统奥斯卡·卡尔莫纳的接见。1927年12月，石勒苏益格-荷尔斯泰因号回到船坞展开进一步改造，当1928年1月重新出现时，它的前桅烟囱已被集成至第二副烟囱，余下的两副烟囱都增大了，就如同其姊妹舰西里西亚号之前做的那样。
随着新的德国级装甲舰自1933年开始交付，老式战列舰逐渐退出前线服役。1935年5月，阿道夫·希特勒发起改革创立了德意志国防军，国家海军则被重组为战争海军。石勒苏益格-荷尔斯泰因号自这年9月22日起不再担任舰队旗舰，并在1936年1月至3月和5月至7月期间改装为一艘供海军学员使用的训练舰。这些改动包括拆除其上甲板余下的150毫米炮和鱼雷发射管，而两个艉部锅炉舱改为燃油模式，但前部的锅炉仍然保留燃煤。舰只的标准船员编制也从35名军官及708名水兵减少为31名军官及565名水兵。船员中补充了175名学员，他们在西里西亚号和石勒苏益格-荷尔斯泰因号舰上跟随长途航行，后者曾于1936年10月航行前往南美洲和加勒比海，为期六个月。次年，它又环绕非洲巡航，1938－1939年的巡航则重返南美洲和加勒比海水域。海军上校古斯塔夫·基泽里茨基曾于1938年6月至1939年4月期间担任石勒苏益格-荷尔斯泰因号的舰长。
1930年代中期，希特勒开始奉行日益激进的外交政策；1936年，他将莱茵兰再军事化，并于1938年完成了对奥地利的联合和对苏台德的吞并。然后，他要求德国控制但泽，该城市在一战后成为一个自由市。

### 第二次世界大战

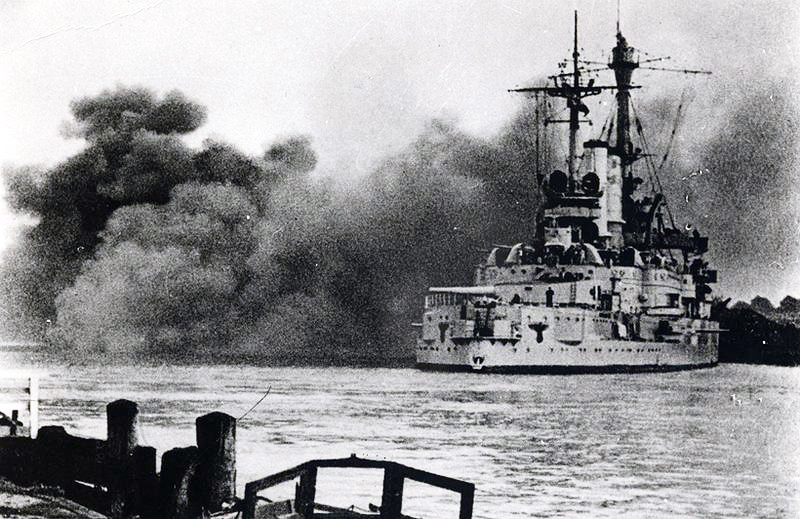
1939年9月，石勒苏益格-荷尔斯泰因号向西盘半岛上的波兰阵地开火

1939年9月1日，德国对波兰发动了入侵。石勒苏益格-荷尔斯泰因号被部署在但泽港，它以8月的一次友好访问为幌子，驻泊至西盘半岛的一座波兰军用仓库附近。9月1日04:47左右，石勒苏益格-荷尔斯泰因号利用主炮向西盘半岛的波兰阵地开火，打响了第二次世界大战的第一枪。这些枪声是地面部队开始攻击该设施的信号，尽管随后不久德军在西盘半岛战役中的第一次地面攻击被击退。第二次攻击于当天上午晚些时候开始，地面部队同样得到了石勒苏益格-荷尔斯泰因号的支援，但他们依旧未能在中午左右攻入设施。
9月4日，鱼雷艇G-196号和扫雷艇冯·德·格勒本号与石勒苏益格-荷尔斯泰因号会合。在后者的火力支援下，一支由德国步兵和工兵组成的部队上岸夺取了仓库。波兰人奋力拖延德军的推进，直至9月7日10:30被迫投降。波兰投降后，石勒苏益格-荷尔斯泰因号开始炮击波军设在海尔和雷德洛沃的阵地；相关行动一直持续至9月13日。在9月25日至27日之间，这艘旧战列舰及其姊妹舰西里西亚号回到海尔；两舰都进一步炮击了当地的波军阵地。9月25日，石勒苏益格-荷尔斯泰因号在海尔被波兰的岸基炮台轻微炸损。

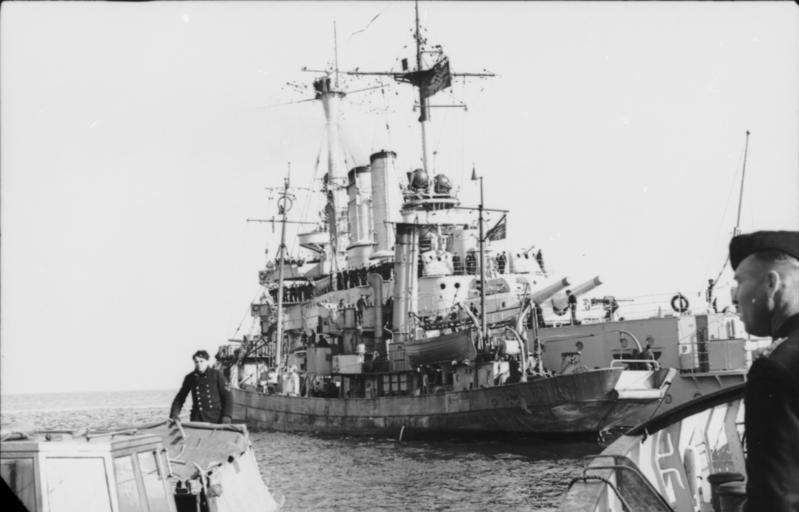
1940年4月，石勒苏益格-荷尔斯泰因号在丹麦沿岸参与威悉演习行动

德国军队随后将注意力转向西线，并于1940年4月入侵丹麦。石勒苏益格-荷尔斯泰因号被分配至入侵部队的海军部门。连同鱼雷艇克劳斯·冯·贝芬号和若干辅助舰一起，它们的目标是对占领科瑟和尼堡提供支援。在入侵期间，该舰曾在艾厄斯岛以西的大带海峡短暂搁浅。行动结束后，它被调回训练岗位，成为训练部队指挥官的旗舰。至1943年底，纳粹当局考虑再度重新启用石勒苏益格-荷尔斯泰因号。鉴于石油供应形势的不断恶化，该舰所保留的部分燃煤锅炉成为它的一项优势。因此，它于1944年2月1日再次入役，最初是作为一艘学员训练舰，然后在同年晚些时候停靠在哥滕哈芬进行改装。石勒苏益格-荷尔斯泰因号按计划将被改装成一艘船队护航舰，配备一套大大增强的防空武器，但在1944年12月18日被英国皇家空军的轰炸机击中三次后，它最终在浅水中沉没。由于舰只已永久性失效，其船员被派到岸上协助保卫马林堡。
在苏联占领马林堡之后，余下的船员于1945年3月21日在残骸内引爆装药，进一步摧毁了该舰。战后，石勒苏益格-荷尔斯泰因号于1945年至1946年间由苏联海军打捞上岸，并转移至塔林。尽管有来源宣称它是在当地或马林堡拆解报废，但该舰实际上是1948年才被拖离塔林，并被搁浅至芬兰湾的奥斯穆斯岛附近的浅水区，以供长期作为靶舰使用。石勒苏益格-荷尔斯泰因号最后一次被用于射击练习是在1966年左右，残骸如今已被淹没。自1990年起，该舰的舰钟在德累斯顿的联邦国防军军事史博物馆内展出。